# Athis superba
Athis superba is een vlinder uit de familie Castniidae. De soort komt voor in het Neotropisch gebied.